# Südostasienspiele 1999/Badminton
Titelträger im Badminton wurden bei den Südostasienspielen 1999 in Bandar Seri Begawan in fünf Einzel- und zwei Mannschaftsdisziplinen ermittelt. Die Spiele fanden vom 7. bis zum 15. August 1999 statt.

## Medaillengewinner
| Disziplin    | Gold | Silber | Bronze |
| ------------ | --- | --- | --- |
| Herreneinzel | Taufik Hidayat | Wong Choong Hann | Roslin Hashim |
| Herreneinzel | Taufik Hidayat | Wong Choong Hann | Rony Agustinus |
| Dameneinzel  | Cindana Hartono | Sujitra Ekmongkolpaisarn                                                                                                | Lidya Djaelawijaya |
| Dameneinzel  | Cindana Hartono | Sujitra Ekmongkolpaisarn                                                                                                | Sathinee Chankrachangwong |
| Herrendoppel | Pramote Teerawiwatana Tesana Panvisavas                                                                                              | Flandy Limpele Eng Hian                                                                                                 | Khunakorn Sudhisodhi Kitipon Kitikul |
| Herrendoppel | Pramote Teerawiwatana Tesana Panvisavas                                                                                              | Flandy Limpele Eng Hian                                                                                                 | Choong Tan Fook Lee Wan Wah |
| Damendoppel  | Cynthia Tuwankotta Eti Tantra | Indarti Issolina Emma Ermawati                                                                                          | Sathinee Chankrachangwong Thitikan Duangsiri |
| Damendoppel  | Cynthia Tuwankotta Eti Tantra | Indarti Issolina Emma Ermawati                                                                                          | Sujitra Ekmongkolpaisarn Saralee Thungthongkam |
| Mixed        | Chew Choon Eng Chor Hooi Yee | Rosman Razak Norhasikin Amin                                                                                            | Wahyu Agung Emma Ermawati |
| Mixed        | Chew Choon Eng Chor Hooi Yee | Rosman Razak Norhasikin Amin                                                                                            | Khunakorn Sudhisodhi Saralee Thungthongkam |
| Herrenteam   | Indonesien Rony Agustinus Halim Haryanto Eng Hian Taufik Hidayat Flandy Limpele Jeffer Rosobin Wahyu Agung Yohan Hadikusumo Wiratama | Malaysia Chew Choon Eng Choong Tan Fook Roslin Hashim Lee Wan Wah Rosman Razak Rashid Sidek Wong Choong Hann Jason Wong | Singapur Chua Yong Hong Gerald Ho Hee Teck Ho Yeow Nam Jack Hee Lic Kai Wayne Kuo Patrick Lau Kim Pong Lee Yen Hui Kendrick Mohd Fadzli Masri Noor Izwan Paini Zailani Yuin |
| Herrenteam   | Indonesien Rony Agustinus Halim Haryanto Eng Hian Taufik Hidayat Flandy Limpele Jeffer Rosobin Wahyu Agung Yohan Hadikusumo Wiratama | Malaysia Chew Choon Eng Choong Tan Fook Roslin Hashim Lee Wan Wah Rosman Razak Rashid Sidek Wong Choong Hann Jason Wong | Thailand Kitipon Kitikul Tesana Panvisavas Boonsak Ponsana Sudket Prapakamol Khunakorn Sudhisodhi Pramote Teerawiwatana Anupap Thiraratsakul                                |
| Damenteam    | Indonesien Ellen Angelina Lidya Djaelawijaya Emma Ermawati Indarti Issolina Cindana Hartono Eti Tantra Cynthia Tuwankotta            | Thailand Sathinee Chankrachangwong Thitikan Duangsiri Sujitra Ekmongkolpaisarn Saralee Thungthongkam                    | Vietnam Lê Thị Kim Anh Trần Thị Thanh Thảo Ngô Hải Văn Nguyễn Hạnh Dung |
| Damenteam    | Indonesien Ellen Angelina Lidya Djaelawijaya Emma Ermawati Indarti Issolina Cindana Hartono Eti Tantra Cynthia Tuwankotta            | Thailand Sathinee Chankrachangwong Thitikan Duangsiri Sujitra Ekmongkolpaisarn Saralee Thungthongkam                    | Malaysia Norhasikin Amin Ang Li Peng Chor Hooi Yee Ng Mee Fen Joanne Quay Woon Sze Mei Lee Yin Yin                                                                          |

## Medaillenspiegel
| Platz | Land       | Gold | Silber | Bronze | Gesamt |
| ----- | ---------- | ---- | ------ | ------ | ------ |
| 1     | Indonesien | 5    | 2      | 3      | 10     |
| 2     | Malaysia   | 1    | 3      | 3      | 7      |
| 3     | Thailand   | 1    | 2      | 6      | 9      |
| 4     | Singapur   | -    | -      | 1      | 1      |
| 4     | Vietnam    | -    | -      | 1      | 1      |